# Калафати
Калафати је насеље у Србији у општини Прибој у Златиборском округу. Према попису из 2022. било је 291 становника.

## Демографија
У насељу Калафати живи 200 пунолетних становника, а просечна старост становништва износи 36,7 година (36,4 код мушкараца и 36,9 код жена). У насељу има 94 домаћинства, а просечан број чланова по домаћинству је 2,90.
Ово насеље је великим делом насељено Бошњацима (према попису из 2002. године), а у последња три пописа, примећен је пад у броју становника.
|  |

| Демографија | Демографија | Демографија |
| Година      | Становника  | Становника  |
| ----------- | ----------- | ----------- |
| 1948.       | 366         |             |
| 1953.       | 422         |             |
| 1961.       | 459         |             |
| 1971.       | 557         |             |
| 1981.       | 501         |             |
| 1991.       | 443         | 443         |
| 2002.       | 273         | 389         |

| Етнички састав према попису из 2002.‍ | Етнички састав према попису из 2002.‍ | Етнички састав према попису из 2002.‍ | Етнички састав према попису из 2002.‍ | Етнички састав према попису из 2002.‍ |
| ------------------------------------ | ------------------------------------ | ------------------------------------ | ------------------------------------ | ------------------------------------ |
|                                      |                                      |                                      |                                      |                                      |
| Бошњаци                              | Бошњаци                              |                                      | 269                                  | 98,53%                               |
| Срби                                 | Срби                                 |                                      | 1                                    | 0,36%                                |
| Муслимани                            | Муслимани                            |                                      | 1                                    | 0,36%                                |
| Албанци                              | Албанци                              |                                      | 1                                    | 0,36%                                |
| Југословени                          | Југословени                          |                                      | 1                                    | 0,36%                                |
| непознато                            | непознато                            |                                      | 0                                    | 0,0%                                 |

| Година пописа     | 1948. | 1953. | 1961. | 1971. | 1981. | 1991. | 2002. |
| ----------------- | ----- | ----- | ----- | ----- | ----- | ----- | ----- |
| Број домаћинстава | 76    | 80    | 92    | 105   | 104   | 113   | 94    |

| Број чланова      | 1  | 2  | 3 | 4  | 5 | 6 | 7 | 8 | 9 | 10 и више | Просек |
| ----------------- | -- | -- | - | -- | - | - | - | - | - | --------- | ------ |
| Број домаћинстава | 23 | 27 | 9 | 17 | 9 | 7 | 2 | 0 | 0 | 0         | 2,90   |

| Пол    | Укупно | Неожењен/Неудата | Ожењен/Удата | Удовац/Удовица | Разведен/Разведена | Непознато |
| ------ | ------ | ---------------- | ------------ | -------------- | ------------------ | --------- |
| Мушки  | 97     | 26               | 63           | 6              | 2                  | 0         |
| Женски | 112    | 18               | 65           | 24             | 5                  | 0         |
| УКУПНО | 209    | 44               | 128          | 30             | 7                  | 0         |

| Пол    | Укупно                    | Пољопривреда, лов и шумарство | Рибарство                            | Вађење руде и камена | Прерађивачка индустрија       |
| ------ | ------------------------- | ----------------------------- | ------------------------------------ | -------------------- | ----------------------------- |
| Мушки  | 43                        | 14                            | 0                                    | 0                    | 8                             |
| Женски | 39                        | 34                            | 0                                    | 0                    | 0                             |
| УКУПНО | 82                        | 48                            | 0                                    | 0                    | 8                             |
| Пол    | Производња и снабдевање   | Грађевинарство                | Трговина                             | Хотели и ресторани   | Саобраћај, складиштење и везе |
| Мушки  | 2                         | 12                            | 2                                    | 1                    | 4                             |
| Женски | 0                         | 0                             | 3                                    | 0                    | 0                             |
| УКУПНО | 2                         | 12                            | 5                                    | 1                    | 4                             |
| Пол    | Финансијско посредовање   | Некретнине                    | Државна управа и одбрана             | Образовање           | Здравствени и социјални рад   |
| Мушки  | 0                         | 0                             | 0                                    | 0                    | 0                             |
| Женски | 0                         | 0                             | 0                                    | 0                    | 0                             |
| УКУПНО | 0                         | 0                             | 0                                    | 0                    | 0                             |
| Пол    | Остале услужне активности | Приватна домаћинства          | Екстериторијалне организације и тела | Непознато            | Непознато                     |
| Мушки  | 0                         | 0                             | 0                                    | 0                    | 0                             |
| Женски | 0                         | 2                             | 0                                    | 0                    | 0                             |
| УКУПНО | 0                         | 2                             | 0                                    | 0                    | 0                             |